# Agapetus nokowoula
Agapetus nokowoula är en nattsländeart som beskrevs av Arturs Neboiss 1986. Agapetus nokowoula ingår i släktet Agapetus och familjen stenhusnattsländor. Inga underarter finns listade i Catalogue of Life.